# パニゲラわっしょい!
『パニゲラわっしょン!』は、1977年7月16日から同年8月13日まで東京12チャンネル（現・テレビ東京）で放送されていたバラエティ番組である。全5回。放送時間は毎週土曜 19:00 - 19:54 （日本標準時）。

## 概要
当時テレビCMで人気を博していた千昌夫とジョーン・シェパード夫妻がメインを務めていた番組。「県民だより」「パニゲラマン」「ガッツにチャレンジ」などの20以上のコーナーによって構成されていた。

## 出演者
- 千昌夫
- ジョーン・シェパード
- 玉川良一
- レツゴー三匹
- ガッツ石松